# Liu Shiwen
Liu Shiwen (chinesisch 刘诗雯, Pinyin Liú Shīwén, * 12. April 1991 in Liaoning) ist eine ehemalige chinesische Tischtennisspielerin. Sie gewann unter anderem acht WM-Goldmedaillen im Einzel, Doppel, Mixed und mit dem Team sowie im Einzel fünfmal den World Cup und dreimal die World Tour Grand Finals. Durch diese Erfolge gilt sie als eine der besten Tischtennisspielerinnen überhaupt.

## Karriere
Liu Shiwen trat 2004 erstmals international in Erscheinung. Bei der Jugend-Asienmeisterschaft gewann sie Bronze im Einzel sowie Gold im Doppel und mit dem Team, bei der Jugend-Weltmeisterschaft Silber im Einzel und Gold im Doppel, Mixed und mit dem Team. Beim Asian Cup belegte sie Platz 10, in der Weltrangliste stieg sie auf Platz 95 ein. 2005 spielte sie ihre ersten Pro Tour-Turniere, 2006 holte sie dort ihre erste Medaille, als sie bei den Croatia Open ins Doppel-Halbfinale kam. An ihrer ersten Weltmeisterschaft im Erwachsenenbereich nahm sie 2007 teil, im Doppel mit Li Nan erreichte sie das Viertelfinale. Durch den Sieg im Doppel mit Guo Yue bei den Korea Open 2008 gewann sie ihre erste Goldmedaille auf der Pro Tour. Im April 2008 verpflichtete der FSV Kroppach Liu Shiwen für einige Einsätze in der Bundesliga. Mit einer 5:0-Bilanz leistete sie einen Betrag zum Gewinn der deutschen Meisterschaft 2008/09.

Verlauf der Weltranglistenposition

2009 wurde sie Teil der Weltspitze: Sie rückte in die Top 10 der Weltrangliste vor, gewann bei der WM Bronze im Einzel, siegte bei mehreren Pro Tour-Turnieren im Einzel und Doppel und bei den Grand Finals im Doppel. Zudem nahm sie in diesem Jahr erstmals am World Cup teil, den sie gewinnen konnte. 2010 war sie Teil der chinesischen Nationalmannschaft, die bei der Weltmeisterschaft im Finale überraschend Singapur unterlag, außerdem belegte sie von Januar bis September zum ersten Mal den ersten Platz der Weltrangliste. Die Grand Finals konnte Liu Shiwen 2011 zum ersten Mal auch im Einzel gewinnen, bei der WM gewann sie außerdem ein weiteres Mal Bronze. 2012 folgten wieder Gold beim World Cup und bei den Grand Finals sowie ihr erstes WM-Gold mit der Mannschaft. Im Jahr darauf holte sie bei der Weltmeisterschaft 2013 Silber im Einzel und Doppel, zum dritten Mal Gold beim World Cup und zum dritten Mal hintereinander Gold bei den Grand Finals. Dadurch kehrte sie im September 2013 für 13 Monate auf Platz 1 der Weltrangliste zurück. Mit der chinesischen Mannschaft gewann sie die WM 2014. 2015 wurde sie Weltmeisterin im Doppel und nach einer 3:4-Finalniederlage gegen Ding Ning wieder Vize-Weltmeisterin im Einzel. Den World Cup gewann sie bei ihrer vierten Teilnahme zum vierten Mal, wodurch sie mit den Rekordhalterinnen Zhang Yining und Wang Nan gleichzog, in der Weltrangliste stand sie ab November 2015 wieder für elf Monate auf Rang 1.
Als Teil des siegreichen chinesischen Teams – aber nicht im Einzel – nahm Liu Shiwen an den Olympischen Spielen in Rio de Janeiro teil und holte Gold bei der Team-WM. Bei der Weltmeisterschaft 2017 schied sie im Einzel im Halbfinale aus, gewann aber Gold im Doppel mit Ding Ning. Nach Finalniederlagen gegen Zhu Yuling erreichte sie sowohl beim Asian Cup als auch beim World Cup den zweiten Platz. Da sie 2017 aber nur an fünf internationalen Turnieren teilgenommen hatte, fiel sie mit der Einführung der neuen Weltrangliste 2018 zum ersten Mal seit 2009 aus den Top 10 heraus. In der chinesischen Super League 2017 erreichte sie als beste Spielerin eine Bilanz von 28:2. Im Mai 2018 wurde sie erneut Weltmeisterin mit der Mannschaft, 2019 dann zum jeweils ersten Mal Weltmeisterin im Einzel und Mixed. Im selben Jahr gewann sie den World Cup zum fünften Mal und stellte damit einen neuen Rekord auf.
2021 nahm Liu an den Olympischen Spielen teil und holte im Mixed mit Xu Xin nach einer 3:4-Finalniederlage gegen Jun Mizutani/Mima Itō Silber. Aus dem Teamwettbewerb zog sie sich danach verletzungsbedingt zurück. In diesem Jahr war dies ihr einziges internationales Turnier, 2022 nahm sie am Singapore Smash und danach an keinen weiteren internationalen Wettbewerben mehr teil.

## Erfolge
Einzel
- Weltmeisterschaft: Gold 2019, Silber 2013, 2015, Bronze 2009, 2011, 2017
- World Cup: Gold 2009, 2012, 2013, 2015, 2019, Silber 2017
- World Tour Grand Finals: Gold 2011, 2012, 2013
- Asienmeisterschaft: Gold 2013, Silber 2019, Bronze 2009, 2012, 2017
- Asian Cup: Gold 2010, 2012, 2013, 2016, Silber 2009, 2015
- Asienspiele: Gold 2014

Doppel
- Weltmeisterschaft: Gold 2015, 2017, Silber 2013
- World Tour Grand Finals: Gold 2009
- Asienmeisterschaft: Gold 2005, Silber 2013
- Asienspiele: Silber 2010, 2014

Mixed
- Olympische Spiele: Silber 2021
- Weltmeisterschaft: Gold 2019
- World Tour Grand Finals: Gold 2019
- Asienmeisterschaft: Gold 2019

Team
- Olympische Spiele: Gold 2016
- Weltmeisterschaft: Gold 2012, 2014, 2016, 2018, Silber 2010
- Asienmeisterschaft: Gold 2009, 2012, 2013, 2015, 2017, 2019
- Asienspiele: Gold 2010, 2014

## Turnierergebnisse
| Verband | Veranstaltung             | Jahr | Ort            | Land | Einzel        | Doppel        | Mixed         | Team |
| ------- | ------------------------- | ---- | -------------- | ---- | ------------- | ------------- | ------------- | ---- |
| CHN     | Asienmeisterschaft        | 2019 | Yogyakarta     | IDN  | Silber        |               | Gold          | 1    |
| CHN     | Asienmeisterschaft        | 2017 | Wuxi           | CHN  | Halbfinale    |               |               | 1    |
| CHN     | Asienmeisterschaft        | 2015 | Pattaya        | THA  | Viertelfinale | letzte 32     |               | 1    |
| CHN     | Asienmeisterschaft        | 2013 | Busan          | KOR  | Gold          | Silber        |               | 1    |
| CHN     | Asienmeisterschaft        | 2012 | Macau          | MAC  | Halbfinale    |               |               | 1    |
| CHN     | Asienmeisterschaft        | 2009 | Lucknow        | IND  | Halbfinale    |               | Halbfinale    | 1    |
| CHN     | Asienmeisterschaft        | 2005 | Jeju-do        | KOR  | letzte 16     | Gold          | Viertelfinale |      |
| CHN     | Jugend-Asienmeisterschaft | 2004 | New Delhi      | IND  | Halbfinale    | Gold          |               | 1    |
| CHN     | Asian Cup                 | 2017 | Ahmedabad      | IND  | Silber        |               |               |      |
| CHN     | Asian Cup                 | 2016 | Dubai          | UAE  | Gold          |               |               |      |
| CHN     | Asian Cup                 | 2015 | Jaipur         | IND  | Silber        |               |               |      |
| CHN     | Asian Cup                 | 2013 | Hong Kong      | HKG  | Gold          |               |               |      |
| CHN     | Asian Cup                 | 2012 | Guangzhou      | CHN  | Gold          |               |               |      |
| CHN     | Asian Cup                 | 2010 | Guangzhou      | CHN  | Gold          |               |               |      |
| CHN     | Asian Cup                 | 2009 | Hangzhou       | CHN  | Silber        |               |               |      |
| CHN     | Asian Cup                 | 2004 | Kitakyushu     | JPN  | 10. Platz     |               |               |      |
| CHN     | Asienspiele               | 2014 | Suwon          | KOR  | Gold          | Silber        |               | 1    |
| CHN     | Asienspiele               | 2010 | Guangzhou      | CHN  |               | Silber        |               | 1    |
| CHN     | Olympische Spiele         | 2021 | Tokio          | JPN  |               |               | Silber        |      |
| CHN     | Olympische Spiele         | 2016 | Rio de Janeiro | BRA  |               |               |               | 1    |
| CHN     | Challenge Series          | 2019 | Lissabon       | POR  | letzte 16     |               | Gold          |      |
| CHN     | Challenge Series          | 2018 | Bangkok        | THA  | Gold          |               |               |      |
| CHN     | Pro Tour                  | 2020 | Magdeburg      | GER  | Viertelfinale |               | Gold          |      |
| CHN     | Pro Tour                  | 2019 | Stockholm      | SWE  | Viertelfinale |               | Gold          |      |
| CHN     | Pro Tour                  | 2019 | Busan          | KOR  | letzte 16     | Halbfinale    | Silber        |      |
| CHN     | Pro Tour                  | 2019 | Sapporo        | JPN  | Silber        | Gold          |               |      |
| CHN     | Pro Tour                  | 2019 | Shenzhen       | CHN  | Viertelfinale | Gold          |               |      |
| CHN     | Pro Tour                  | 2019 | Doha           | QAT  | Silber        |               | Gold          |      |
| CHN     | Pro Tour                  | 2019 | Budapest       | HUN  | Halbfinale    |               | Gold          |      |
| CHN     | Pro Tour                  | 2018 | Linz           | AUT  | Viertelfinale |               | Gold          |      |
| CHN     | Pro Tour                  | 2018 | Geelong        | AUS  | Gold          |               |               |      |
| CHN     | Pro Tour                  | 2018 | Daejeon        | KOR  | Halbfinale    |               |               |      |
| CHN     | Pro Tour                  | 2018 | Kitakyūshū     | JPN  | Halbfinale    | Silber        |               |      |
| CHN     | Pro Tour                  | 2018 | Doha           | QAT  | Gold          |               |               |      |
| CHN     | Pro Tour                  | 2017 | Chengdu        | CHN  | Halbfinale    | Gold          |               |      |
| CHN     | Pro Tour                  | 2016 | Chengdu        | CHN  | Silber        | Silber        |               |      |
| CHN     | Pro Tour                  | 2016 | Tokio          | JPN  | Gold          | Silber        |               |      |
| CHN     | Pro Tour                  | 2016 | Incheon        | KOR  | Silber        | Gold          |               |      |
| CHN     | Pro Tour                  | 2016 | Kuwait City    | KUW  | Viertelfinale | Gold          |               |      |
| CHN     | Pro Tour                  | 2016 | Doha           | QAT  | Gold          | Gold          |               |      |
| CHN     | Pro Tour                  | 2015 | Stockholm      | SWE  | Halbfinale    | Halbfinale    |               |      |
| CHN     | Pro Tour                  | 2015 | Warschau       | POL  | Gold          | Halbfinale    |               |      |
| CHN     | Pro Tour                  | 2015 | Chengdu        | CHN  | Halbfinale    | Gold          |               |      |
| CHN     | Pro Tour                  | 2015 | Kobe           | JPN  | Halbfinale    | Halbfinale    |               |      |
| CHN     | Pro Tour                  | 2015 | Kuwait City    | KUW  | Halbfinale    | Viertelfinale |               |      |
| CHN     | Pro Tour                  | 2014 | Stockholm      | SWE  | Silber        | Gold          |               |      |
| CHN     | Pro Tour                  | 2014 | Chengdu        | CHN  | Silber        | Gold          |               |      |
| CHN     | Pro Tour                  | 2014 | Kuwait City    | KUW  | Halbfinale    | Gold          |               |      |
| CHN     | Pro Tour                  | 2013 | Ekaterinburg   | RUS  | Silber        | Gold          |               |      |
| CHN     | Pro Tour                  | 2013 | Suzhou         | CHN  | Silber        | Viertelfinale |               |      |
| CHN     | Pro Tour                  | 2013 | Changchun      | CHN  | Halbfinale    | Gold          |               |      |
| CHN     | Pro Tour                  | 2013 | Doha           | QAT  | Silber        | Halbfinale    |               |      |
| CHN     | Pro Tour                  | 2013 | Kuwait City    | KUW  | Gold          | Halbfinale    |               |      |
| CHN     | Pro Tour                  | 2012 | Suzhou         | CHN  | Silber        | Halbfinale    |               |      |
| CHN     | Pro Tour                  | 2012 | Shanghai       | CHN  | Silber        | letzte 16     |               |      |
| CHN     | Pro Tour                  | 2012 | Incheon City   | KOR  | Gold          | Gold          |               |      |
| CHN     | Pro Tour                  | 2012 | Velenje        | SLO  | Silber        |               |               |      |
| CHN     | Pro Tour                  | 2012 | Budapest       | HUN  | Gold          | Gold          |               |      |
| CHN     | Pro Tour                  | 2011 | Stockholm      | SWE  | Silber        | Halbfinale    |               |      |
| CHN     | Pro Tour                  | 2011 | Schwechat      | AUT  | Silber        | letzte 16     |               |      |
| CHN     | Pro Tour                  | 2011 | Shenzen        | CHN  | Halbfinale    | Gold          |               |      |
| CHN     | Pro Tour                  | 2011 | Dubai          | UAE  | Viertelfinale | Halbfinale    |               |      |
| CHN     | Pro Tour                  | 2011 | Doha           | QAT  | Gold          | Halbfinale    |               |      |
| CHN     | Pro Tour                  | 2011 | Sheffield      | ENG  | Halbfinale    | Viertelfinale |               |      |
| CHN     | Pro Tour                  | 2010 | Suzhou         | CHN  | Viertelfinale | Silber        |               |      |
| CHN     | Pro Tour                  | 2010 | Kuwait City    | KUW  | Gold          | Silber        |               |      |
| CHN     | Pro Tour                  | 2010 | Doha           | QAT  | Silber        | Gold          |               |      |
| CHN     | Pro Tour                  | 2009 | Sheffield      | ENG  | Silber        | Viertelfinale |               |      |
| CHN     | Pro Tour                  | 2009 | Tianjin        | CHN  | Gold          | Gold          |               |      |
| CHN     | Pro Tour                  | 2009 | Suzhou         | CHN  | Gold          | Silber        |               |      |
| CHN     | Pro Tour                  | 2009 | Doha           | QAT  | Halbfinale    | Silber        |               |      |
| CHN     | Pro Tour                  | 2009 | Kuwait City    | KUW  | Viertelfinale | Halbfinale    |               |      |
| CHN     | Pro Tour                  | 2009 | Frederikshavn  | DEN  | Gold          | Gold          |               |      |
| CHN     | Pro Tour                  | 2009 | Velenje        | SVN  | Halbfinale    | Halbfinale    |               |      |
| CHN     | Pro Tour                  | 2008 | Shanghai       | CHN  | Viertelfinale | Viertelfinale |               |      |
| CHN     | Pro Tour                  | 2008 | Singapur       | SIN  | letzte 32     |               |               |      |
| CHN     | Pro Tour                  | 2008 | Daejeon        | KOR  | letzte 32     | Gold          |               |      |
| CHN     | Pro Tour                  | 2008 | Doha           | QAT  | Viertelfinale | Viertelfinale |               |      |
| CHN     | Pro Tour                  | 2008 | Kuwait City    | KUW  | Viertelfinale | Viertelfinale |               |      |
| CHN     | Pro Tour                  | 2007 | Stockholm      | SWE  | letzte 32     | Halbfinale    |               |      |
| CHN     | Pro Tour                  | 2007 | Bremen         | GER  | Viertelfinale | Halbfinale    |               |      |
| CHN     | Pro Tour                  | 2007 | Shenzhen       | CHN  | Viertelfinale |               |               |      |
| CHN     | Pro Tour                  | 2007 | Nanjing        | CHN  | Halbfinale    | Silber        |               |      |
| CHN     | Pro Tour                  | 2006 | Guangzhou      | CHN  | letzte 32     | Viertelfinale |               |      |
| CHN     | Pro Tour                  | 2006 | Zagreb         | HRV  | letzte 32     | Halbfinale    |               |      |
| CHN     | Pro Tour                  | 2006 | Velenje        | SVN  | Viertelfinale | Viertelfinale |               |      |
| CHN     | Pro Tour                  | 2005 | Yokohama       | JPN  | letzte 32     | letzte 16     |               |      |
| CHN     | Pro Tour                  | 2005 | Shenzhen       | CHN  | letzte 32     | Viertelfinale |               |      |
| CHN     | Pro Tour Grand Finals     | 2019 | Zhengzhou      | CHN  | Viertelfinale |               | Gold          |      |
| CHN     | Pro Tour Grand Finals     | 2018 | Incheon        | KOR  | Viertelfinale |               |               |      |
| CHN     | Pro Tour Grand Finals     | 2015 | Lissabon       | POR  | Viertelfinale |               |               |      |
| CHN     | Pro Tour Grand Finals     | 2013 | Dubai          | UAE  | Gold          |               |               |      |
| CHN     | Pro Tour Grand Finals     | 2012 | Hangzhou       | CHN  | Gold          |               |               |      |
| CHN     | Pro Tour Grand Finals     | 2011 | London         | ENG  | Gold          |               |               |      |
| CHN     | Pro Tour Grand Finals     | 2009 | Macau          | MAC  | letzte 16     | Gold          |               |      |
| CHN     | Weltmeisterschaft         | 2019 | Budapest       | HUN  | Gold          |               | Gold          |      |
| CHN     | Weltmeisterschaft         | 2018 | Halmstad       | SWE  |               |               |               | 1    |
| CHN     | Weltmeisterschaft         | 2017 | Düsseldorf     | GER  | Halbfinale    | Gold          |               |      |
| CHN     | Weltmeisterschaft         | 2016 | Kuala Lumpur   | MAS  |               |               |               | 1    |
| CHN     | Weltmeisterschaft         | 2015 | Suzhou         | CHN  | Silber        | Gold          |               |      |
| CHN     | Weltmeisterschaft         | 2014 | Tokio          | JPN  |               |               |               | 1    |
| CHN     | Weltmeisterschaft         | 2013 | Paris          | FRA  | Silber        | Silber        |               |      |
| CHN     | Weltmeisterschaft         | 2012 | Dortmund       | GER  |               |               |               | 1    |
| CHN     | Weltmeisterschaft         | 2011 | Rotterdam      | NED  | Halbfinale    |               |               |      |
| CHN     | Weltmeisterschaft         | 2010 | Moskau         | RUS  |               |               |               | 2    |
| CHN     | Weltmeisterschaft         | 2009 | Yokohama       | JPN  | Halbfinale    | Viertelfinale |               |      |
| CHN     | Weltmeisterschaft         | 2007 | Zagreb         | HRV  |               | Viertelfinale |               |      |
| CHN     | Jugend-Weltmeisterschaft  | 2004 | Kobe           | JPN  | Silber        | Gold          | Gold          | Gold |
| CHN     | World Cup                 | 2019 | Chengdu        | CHN  | Gold          |               |               |      |
| CHN     | World Cup                 | 2017 | Markham        | CAN  | Silber        |               |               |      |
| CHN     | World Cup                 | 2015 | Sendai         | JPN  | Gold          |               |               |      |
| CHN     | World Cup                 | 2013 | Kobe           | JPN  | Gold          |               |               |      |
| CHN     | World Cup                 | 2012 | Huangshi       | CHN  | Gold          |               |               |      |
| CHN     | World Cup                 | 2009 | Guangzhou      | CHN  | Gold          |               |               |      |
| CHN     | WTC-World Team Cup        | 2019 | Tokio          | JPN  |               |               |               | Gold |
| CHN     | WTC-World Team Cup        | 2018 | London         | ENG  |               |               |               | Gold |
| CHN     | WTC-World Team Cup        | 2013 | Guangzhou      | CHN  |               |               |               | Gold |
| CHN     | WTC-World Team Cup        | 2010 | Dubai          | UAE  |               |               |               | Gold |
| CHN     | WTC-World Team Cup        | 2009 | Linz           | AUT  |               |               |               | Gold |